# Tribe 8
Tribe 8 ist ein im Jahre 1998 erschienenes Pen-&-Paper-Rollenspiel Verlages Dream Pod 9, der bereits durch die Publizierung des Tabletopsystems Heavy Gear auf sich aufmerksam machte. 2003 erschien eine zweite Edition, außerdem gab es einige Regelerweiterungs- und Quellenbücher. Eine deutsche Ausgabe erschien 2000 bei HivePress.
Tribe 8 spielt in einer Endzeitwelt, die eine Mischung aus Fantasy und Science Fiction beinhaltet. So gibt es zwar fortschrittliche Technologien, welche allerdings kaum noch bekannt sind und wenn sie angewendet werden, höchst unzuverlässig und durchaus auch gefährlich sein können (Waffen explodieren, Automobile gehen sehr schnell kaputt etc.). Im Allgemeinen sind die Charaktere und NPCs fern dieser Techniken und verfügen eher über archaische Gegenstände. Darüber hinaus verfügt aber jeder über eine gewisse Art Magie, die als „Synthesis“ bezeichnet wird und von gottesähnlichen Wesen namens Fatimas verliehen wird.
Die Menschheit hat lange Jahre in der Unterdrückung der mysteriösen Rasse der Z'Bri gelebt, über die man kaum etwas weiß, teils werden diese als Außerirdische und teilweise als eine Art negatives Spiegelbild der Menschheit bezeichnet. Die Menschen befreiten sich größtenteils von den Z'Bri und leben nun in sieben Stämmen organisiert, welche alle einer Fatima folgen und über verschiedene Synthesiskräfte verfügen.
Die Spielercharaktere sind größtenteils Ausgestoßene aus den Stämmen, die dadurch einem mysteriösen achten Stamm bilden, über den der Rest der Bevölkerung nur wenig weiß und noch weniger wissen will.
Geographisch ist die Spielwelt (Vimary) in Kanada, rund um Montreal angesiedelt.